# 高畠真紀
高畠 真紀（たかばたけ まき、1968年4月21日 - ）は徳島県出身の元アイドル。おニャン子クラブのメンバーで会員番号は39であった。

## 略歴
1986年（昭和61年）5月30日にメンバーに加入。同年12月25日に退会した。のち東海大学に進学し、アイドルとしての活動は短かった。「新・会員番号の唄」に参加している。モデル活動ののち、航空会社の客室乗務員を務めた。

## あだ名
年齢の割におとなびていたため、他のメンバーからは「おかみさん」と呼ばれていた。